# Dina Kuhn
Dina Kuhn, eigentlich Berhardine Kuhn (26. April 1891 Wien – 28. Mai 1963 Brachttal-Schlierbach (D) ) war eine österreichische Keramikerin und Kunstgewerblerin. Sie arbeitete für die Wiener Werkstätte und die Waechtersbacher Keramik.

## Leben und Werk
Dina Kuhn wurde am 26. April 1891 als Tochter des Eisenbahninspektors Franz Kuhn in Wien geboren. Ihr älterer Bruder Franz Bernhard (* 1889) sollte später ein bekannter Architekt und Kunstgewerbler werden.
Nach Abschluss ihrer schulischen Ausbildung begann sie 1912 ein achtjähriges Studium an der Kunstgewerbeschule in Wien. Zu ihren Lehrern zählten u. a. der Architekt und Designer Josef Hoffmann, der Maler und Designer Franz Čižek, der Maler und Grafiker Kolo Moser, der Architekt Oskar Strnad sowie der Keramiker Michael Powolny. Bereits während ihrer Ausbildung entwarf Dina Kuhn Keramiken für die Wiener Werkstätte, in die sie 1917 als Mitglied eintrat. Bis 1922 schuf sie etwa 100 Entwürfe für Keramikfiguren, Tapeten und Stoffmuster für die Künstlergemeinschaft. Für Oskar Strnads Edelraum der Österreichischen Werkstätten auf der 1922 in München stattfindenden Deutschen Gewerbeschau fertigte sie zahlreiche keramische Wandreliefs an.
1923 gründete sie gemeinsam mit ihrem Bruder und Emanuel Iskra ihr eigenes keramisches Atelier, die Kunstkeramische Werkstätte Dina Kuhn. Sie entwarf keramische Kaminverkleidungen, Kacheln, Öfen, Lampen und Vasen und arbeitete in der Ausführung eng mit der Ofenfabrik Iska zusammen. Dina Kuhn entwarf Mitte der 1920er Jahre auch keramische Objekte für die Manufaktur Friedrich Goldscheider, die Porzellanmanufaktur Augarten und für die 1923 gegründete Glasmanufaktur Bimini.
Auf der Pariser Kunstgewerbe-Weltausstellung Exposition internationale des arts décoratifs et industriels modernes wurde sie 1925 mit einer Silbermedaille für ihre Entwürfe ausgezeichnet. 1926 entschloss sich die Firma Bimini ihre Produktion auf kunstgewerbliche Keramiken auszuweiten. Sie richteten in Neu Titschein bei Ostrau ein keramisches Atelier ein, dessen künstlerische Leitung Dina Kuhn bis 1937 übernahm. Die Repressionen der Nationalsozialisten gegenüber jüdischen Unternehmern, zwangen die Besitzer der Firma Bimini, August und Josef Berger und Fritz Lampl zur Emigration. Dina Kuhn verließ Neu Titschein und nahm 1937 erste Kontakte zur Keramikmanufaktur Waechtersbach auf, in der sie von 1938 an als Dekorateurin und Modelleurin tätig war. Im August 1940 zog sie endgültig nach Schlierbach (Ortsteil von Brachttal). Einige Entwürfe aus der Wiener Schaffensperiode wurden später auch von in Wächtersbach ausgeführt.
Nach dem Zweiten Weltkrieg zog sich Dina Kuhn aus dem Berufsleben zurück. Sie starb am 28. Mai 1963 in Brachttal-Schlierbach.
Dina Kuhn war Mitglied in der Vereinigung bildender Künstlerinnen Österreichs und in der Wiener Frauenkunst.

## Werke (Auswahl)
Dina Kuhns künstlerisches Schaffen ist vor allem durch figürliche Kleinkeramiken und Großplastiken aus Keramik geprägt. Darüber hinaus sind zahlreiche Entwürfe für Kacheln, Öfen, Keramikdekore für Geschirrteile und Wandteller überliefert. In den frühen 1920er Jahren fertigt sie auch Stoffmuster und Tapeten sowie Gebrauchsgrafiken für die Wiener Werkstätte.
Ihre Werke werden heute in Kunstgewerbe- und Designmuseen im In- und Ausland gezeigt, wie im Museum für angewandte Kunst Wien, im Museum der Porzellanmanufaktur Augarten, im Museum für Gestaltung Zürich, im Cleveland Museum of Art, im Everson Museum of Art oder im Museum of Fine Arts Boston.

### Keramiken und Porzellan
- Melancholiker (1917)
- Choleriker (1917)
- Sanguiniker (1917)
- Phlegmatiker (1917)
- Florian (1917)
- Lusthaus (1919)
- Adam und Eva (1923)
- Lampenfuß Papagena (1923)
- Mundharmonikaspieler (1923)
- Pierrot auf Kugel (Augarten, 1924)
- Frauenkopf Das Wasser (1924/25)
- Schmetterlingsfänger (Augarten, 1925)
- Buchstützen Gnom (1925)
- Buchstützen Pegasus (1925)
- Fabeltier (Kakteengefäß, 1925)
- Vasenträgerin (1930)

## Ausstellungen
Dina Kuhns Keramikobjekte wurden auf zahlreichen Werkschauen und in- und ausländischen Ausstellungen gezeigt, u. a.:
- Kunstschau, Wien (1920)
- Deutsche Gewerbeschau, München (1922)
- Ausstellung Modernes Kunstgewerbe, Wien (1923)
- Dagobert-Perche-Ausstellung (1923)
- Jubiläumsausstellung Wiener Kunstgewerbe (1924)
- Exposition internationale des arts décoratifs et industriels modernes, Paris (1925)
- Ausstellung Deutscher Frauenkunst (1925)
- Weihnachtsschau, Wiener Kunsthaus (1926)
- Ausstellung Österreichisches Kunstgewerbe, Essen (1927)
- Wanderausstellung International Exhibition of ceramic art, New York u. a. (1928/29)
- Internationale Kunstgewerbe-Ausstellung, Monza (1930)

Darüber hinaus nahm sie regelmäßig an den Werkschauen der Wiener Werkstätte, der Vereinigung bildender Künstlerinnen Österreichs und der Wiener Frauenkunst teil.